# 1920年アントワープオリンピック

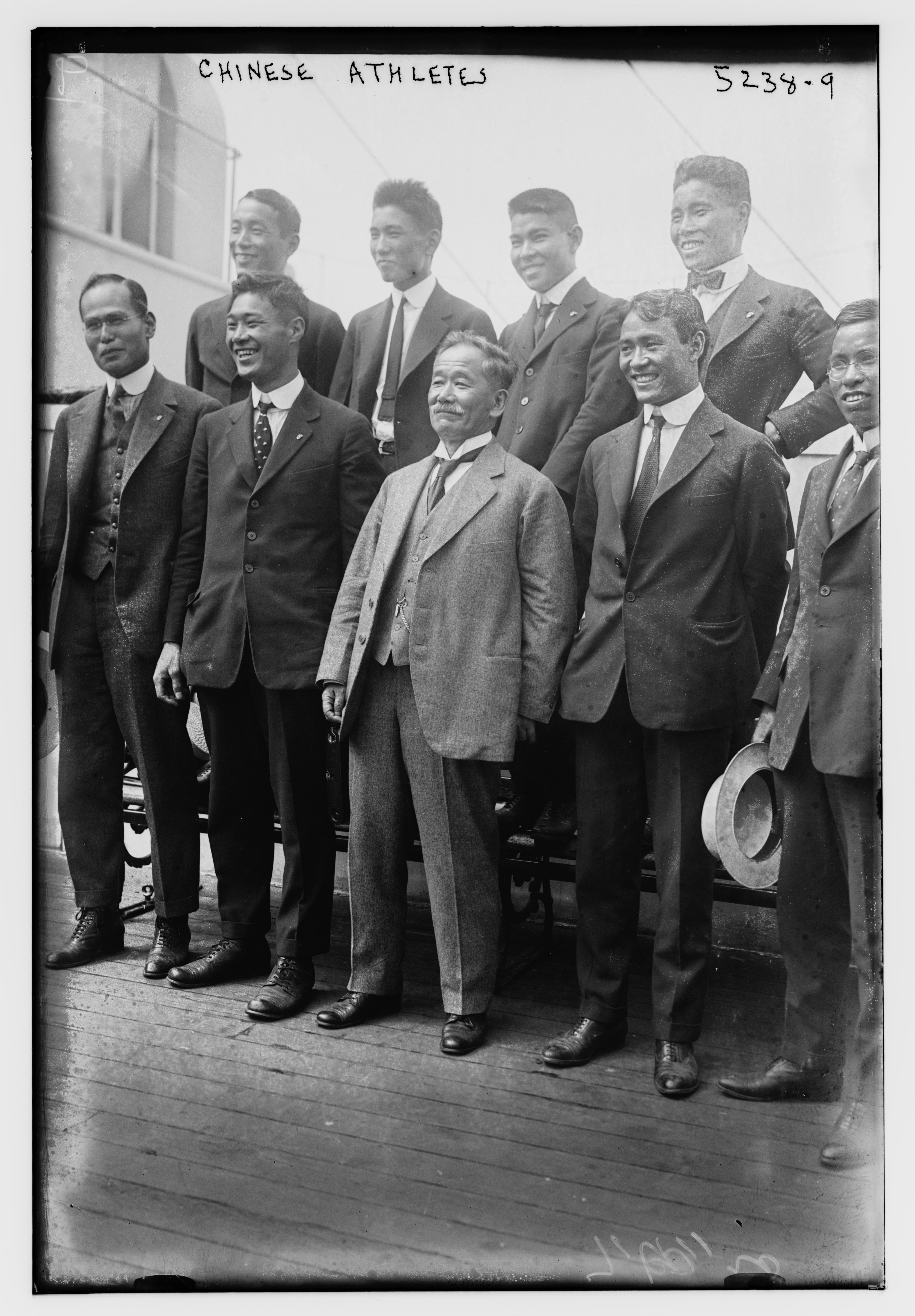
日本チーム団長・嘉納治五郎（前列中央）と選手たち。後列右端に金栗四三、前列左から2番目に茂木善作

1920年アントワープオリンピック（1920ねんアントワープオリンピック）は、1920年8月14日から9月12日まで、ベルギーのアントウェルペン（アントワープ）で行われたオリンピック競技大会。アントワープ1920（Antwerp 1920、Antwerpen 1920、Anvers 1920）と呼称される。
第一次世界大戦の敗戦国であるドイツ、オーストリア、ハンガリー、ブルガリア、トルコは大会に参加することを禁止された。

## ハイライト
ベルギーは第一次世界大戦で戦場となり、焦土となったところに8万人分の座席を持つ競技場が急造された。このため陸上トラックは軟弱だったが、オリンピック開催はベルギーの国家再建に大きく貢献した。
- 今大会から初めて選手宣誓が行われた[2]。
- オリンピック旗が初めて掲げられた[1]。
- フェンシングでネド・ナジが5つの金メダルを獲得した。
- 男子テニスの熊谷一弥が、シングルスおよび柏尾誠一郎と組んだダブルスで、日本人のスポーツ選手として史上初めてのオリンピックメダル（銀メダル）を獲得した[1][3]。

## 実施競技
| - 陸上競技 - 競泳 - 飛込 - 水球 - サッカー - テニス - ボート - ホッケー - ボクシング - 体操 - レスリング - セーリング |  | - ウエイトリフティング - 自転車 - 馬術 - フェンシング - 射撃 - 近代五種競技 - アーチェリー - ラグビー - ポロ - 綱引 - フィギュアスケート - アイスホッケー |

## 各国の獲得メダル
| 順 | 国・地域           | 金 | 銀 | 銅 | 計 |
| -- | ------------------ | -- | -- | -- | -- |
| 1  | アメリカ合衆国     | 41 | 27 | 27 | 95 |
| 2  | スウェーデン       | 19 | 20 | 25 | 64 |
| 3  | イギリス           | 15 | 15 | 13 | 43 |
| 4  | フィンランド       | 15 | 10 | 9  | 34 |
| 5  | ベルギー（開催国） | 14 | 11 | 11 | 36 |
| 6  | ノルウェー         | 13 | 9  | 9  | 31 |
| 7  | イタリア           | 13 | 5  | 5  | 23 |
| 8  | フランス           | 9  | 19 | 13 | 41 |
| 9  | オランダ           | 4  | 2  | 5  | 11 |
| 10 | デンマーク         | 3  | 9  | 1  | 13 |